# Nałęcz
Nałęcz (poljski izgovor: nawɛnt͡ʂ) (Choczennica, Łęczuch, Nalancz, Nalencz, Nałęczyta, Nałonie, Pomłość, Toczennica, Toczenica) – poljski plemićki rod i grb.
Rod je vrlo utjecajan, pogotovo u vrijeme Kraljevine Poljske i Litavsko-Poljske unije. Rod je dao nekoliko važnih ličnosti, a bio je zastupljen u velikom broju u poljskom Sejmu.
Sam grb je jedan od najstarijih grbova poljskih - nalazimo ga na pečatu iz 1293. godine. Prema legendi porijeklo grba se stavlja u doba prvih Pjastovića, uglavnom u Velikopoljskom vojvodstvu. Više od 900 obitelji koriste grb Nałęcz. Tadeusz Gajl daje 932 prezimena. 
Najznačajnije obitelji roda su: Małachowski, Ostrorog, Raczyński i Czarnkowski. Visoki status tih obitelji potvrđen je odgovarajućim grofovskim titulama.
Nałęcz je grb koji kao takav postoji od 12. stoljeća. Čvor u grbu simbolizira ujedinjenu svijest i bratstvo.

## Opis grba

### Povijesni opisi
Poljski povjesničar Jan Długosz opisuje grb ovako:
Kasper Niesiecki daje daljnji opis grba na crvenom polju povez u bijelom krugu vezan. Gospođica iznad kacige između jelenjih rogova, tako da jedan s jednom rukom drži, a drugi s drugom. Njena glava je povezana s obje strane.

### Suvremeni opis
Opis izrađen prema modernim pravilima:
U crvenom polju srebrni snop ili povez (snop se pojavljuje u prikazima srednjovjekovnih grbova.
U ukrasu grba, između jelenjih rogova - dama u crvenoj haljini, njezina zlatna kosa raspuštena sa srebrnim povezom. Djevojka s podignutim rukama na rogovima.
Plašt grba je crven obložen srebrom. 
Ovakav opis se pojavljuje najranije u XVII. stoljeću, a prije je bilo nekoliko promjena u grbu i u ukrasu.

## O razvoju oblika grba
Jedan od najstarijih poljskih grbova, Po Franciszku Piekosińskiju proizašao iz priobalnih runa ᛟ. O starosti grba svjedoči i Jan Długosz svrstavši ga među šest glavnih grbova Poljske (lat. arma baronum)osim gospodara iz Čarnkova (kasnije Czarnkowski razlikujućuja inačica Nałęcz III) i spominju se u dokumentima još u XII. stoljeću.
Prema nekim heraldičarima prvotno je predstavljan vjerojatno kao snop (snop-požnjeveno sijeno), formiran u krug, s krajevima presavijenim svaki na drugu stranu. Kasniji prikazi, iz petnaestog stoljeća, uveli su vezane krajeve, a također zamijenjen svežanj žita šalom.
Pečatoslovlje početke Nałęcza smješta u XIII. stoljeće U vrijeme plemićke republike početak se često stavljao u doba prvih Pjastovića, pa čak i starije stvarajući legende kojom pripadnici roda žele naglasiti drevnu lozu te su kao tako prihvaćene kao povjesna istina.
Piotr Nałęcz-Małachowski, primjerice, da je grb dobiven već 846. godine za vrijeme vladanja Pjasta.
Najstariji pečat Nałęcz (nije poznat vlasnik) dolazi iz 1293. godine.
Drugi, mlađi pečat dolazi 1343. (Tomisław od Szamotuła i Piotrowa, kaštelan  Gniezna - marama za glavu je ovdje nevezana), 1382. (Sędziwoj guverner kaliski), 1383. (Sędziwoj Świdawy iz Galewa i Židova, Nikola Piersk (tada pisane kao "Pietersko") sudac kaliski i Jan iz Czarnkow sudac poznanjski), 1387. (Tomisław kastelan żoński), 1389. (poznanjski biskup Dobrogost iz Nowog Dwora), 1399. (sudac Nikola i nadbiskup Dobrogost iz Nowog Dwora), 1403. (Sędziwoj od Ostroroga - nevezan povez, ukras grba), 1412. (Sędziwoj od Ostroroga), 1419. (Wojciech od Mala "Malski" - ukras grba), 1430. (Jan od Lanszenicze i Dobrogost iz Szamotuła), 1433 (Wincent iz Szamotuła - nevezani povez također ukras grba), 1439. (Stanisław od Ostroroga - nevezani povez), 1451. (Wojciech od Mala "Malski"), 1473. (Piotr Świdwy Szamotulski).
Nałęcz je jedan od nekoliko poljskih grbova prikazan u zapadnim grbovnicima.
Armorial Bellenville iz godine oko 1360. – 1400. daje boju plašta, s ukrasima - jelenji rogovi, koji su, međutim, srebrni i ima stavljenu zastavu za rogovima. Flamanski Wapenboek Gelre iz godine oko (1360. – 1400.). prikazuje grb u biti identično. Grbovnik Zlatnog Runa iz oko 1433. – 1435. objavljuje obojeni grb, ali bez ukrasa grba, kao i sada sa šalom i ne snop.
Codex Bergshammer (XV. stoljeće) daje boju grba i ukras, ali je plašt crn. U ovom grbovniku također je prikazan gotovo identičan grb, sa zlatnom bojom, a jedan od dva odreda roda Nałęcz koji su učestvovali u  bitci kod Tannenberga su imali zlatnu boju. Andrzej Kulikowski tvrdi da takvo razlikovanje boja označava podjelu obitelji u dvije grane. Osim toga, grb također navodi Armorial Lyncenich (XV. stoljeće) bez, ukrasa, grb u ovim studijama poprima srednjovjekovni oblik, nevezani povez.
Dok prikaz šala koji nije vezan prevladava u srednjem vijeku, pojavljuje se već u tom razdoblju i s vezanim krajevima. Tako i grb prikazuje Długoszove ukrase, Stemmata polonica, pečat Piotra iz Moszyny i kartuša u crkvi u Stopnici. Vrijedna je spomena zanimljiva nepravilnost u izgledu grba na spomeniku, koji je dodatno okrunjen.
Zanimljiva varijanta ukrasa može se vidjeti u J. Zamoyskiego notatach  br. 484, str. 57, gdje nad kacigom isti grb. Važno je napomenuti da su na drugim mjestima istog djela, ukrasi standardni za srednji vijek.
Do kraja srednjeg vijeka grb Nałęcz predstavljen je na dva načina - s krajevima vezanim ili ne, iako prevladava drugi način prikazivanja. Motiv rogova je u biti stalan kao ukras, razlike se javljaju samo u bojama i detaljima crteža. Ljudska figura između rogova ne pojavljuju se, kao što se može vidjeti, niti jednom. U srednjem vijeku ustaljuje se boja grba i plašta.
Šesnaesto stoljeće donijelo promjene u izgledu grba kao i ukrasa grba. Povez je sada trajno zavezan (drugi slučajevi su klasificirani kao inačice). Tako grb crtaju autori ilustracija u sljedećim publikacijama: novije izdanje Klejnot od Długosza, Gniazdo Cnoty i Herby rycerstwa polskiego na pięcioro ksiąg rozdzielone Bartoša Paprockog, Kronika polska od Bielskog,  Mazowieckie zapiski herbowe, Herbarz Ambrozija.
Još uvijek se mogu naći očuvane slike Nałęcza iz šesnaestog stoljeća s istim ukrasima rogova.
Tako oblikovani ukrasi pojavljuju se u zapisima J. Zamoyskog, str. 60, br. 522 (godina 1506), pečat Andrzeja iz Szamotuła (1501 i 1504), i Ł. Raczkowski (1591.) i na portalu dvorca u Osiecznu (1600). Međutim, pojavio se obogaćeni ukras, u kojem je između rogova smješten čovjek u srebrnom ogrtaču (prikazan kasnije, Ostrowski ga je svrstao kao inačicu Nałęcz II). Takav prikaz bio je u Gniazdo Cnoty i Herby rycerstwa polskiego na pięcioro ksiąg rozdzielone Bartoša Paprockog, Kronika Bielski, rukopis Ossoliński 4510 III kartica 151v, slika Sv Ane u Szamotułu, nadgrobni spomenici Środzie i Sobocie, pečat H. Gostomskog i nadgrobni spomenik P. Samostrzeleckog iz godina 1560-1580 u Sadki, Wyrzysk.
Iako plašt još u srednjem vijeku bio crven, obložen srebrom, u šesnaestom stoljeću, postoji jedna iznimka ovom pravilu - rukopis Ossoliński daje zeleni s crvenom postavom.
Sedamnaesto stoljeća je pojava u ukrasu Nałęcz dame u osnovnoj verziji umjesto svoga čovjeka.
Čak i u Kleynot ... J.A. Gorczyna na crtežu nema kacige, i opisuje terminom "oblik čovjeka", bez spominjanja spola., a Wojciech Wijuk Kojałowicz, u svojim Nomenclatorze (1658) daje u ukrasu lik muškarca. Ali već u Orbis Poloni Szymona Okolskog jasno vidimo ženu u crvenoj haljini, iako još uvijek bez spuštene kose.
Wacław Potocki spominje damu u ukrasu grba, posvetivši joj jednu od pjesama, koja počinje ovako:
Prvi grbovnik osamnaestog stoljeća autora Antonia Swach, koji je kompilacija radova Bielskog, Okolskog i Jana Liwa Herbulta (1705), objavljuje nekoliko inačica Nałęcza, uključujući i manje uobičajene i jedan neidentificirani, ali u prvom redu s obzirom na inačicu ljudske figure u ukrasu. Netočnost crteža ne dopušta razlikovati spol. Kasper Niesiecki ne sumnja da ukras trebao biti u obliku žene i postavlja ukras u svom grbovniku, s riječima  Uobičajeno je, međutim, da se taj oblik kod nas u Poljskoj koristiti (...) . Riječ  uobičajeno odnosila bi se na Nałęcz Czarnkowski, razvrstan po Ostrowskom kasnije kao Nałęcz III.
Ruski grbovnik devetnaestog stoljeća koji se usredotočuje na poljske grbove, Heraldyka rosyjska Aleksandra Łakiera (1854.), prikazuje kao osnovni Nałęcz III, s perjem i strijelom umjesto dame u ukrasu, drugi oblik je opisan samo riječima. Kao korištenu inačicu s damom u ukrasu na popisu je jedino Ostrorog.  Osim toga, spominje razne Zdzitowiecke.
Oblik ukrasa osnovne inačice grba Nałęcz, kao i rimskim brojevima obilježavanje njegovih inačica, je utvrdio Juliusz Karol Ostrowski u Księdze herbowej rodów polskich. Nije ustaljena boja haljine dame u ukrasu. Ostrowski joj daje crvenu, Chrząński - plavu. Plava haljina je također i kod Z. Leszczyca. Emilian Szeliga-Żernicki u Die polnischen Stammwappen (1904.) objavio je inačicu s perjem i strijelom kao Nałęcz I, dok je s damom, kao Nałęcz II. Dama ima plavu haljinu. U brošuri Herby rycerstwa polskiego – Nałęcz - može se pronaći crtež sa srebrnom haljinom.
Moderna izdanja, poput Herbarz polski od średniowiecza do XX wieku Tadeusza Gajla i Herbarz rodowy Alfreda Znamierowskog, na razlikama u povijesnim informacijama, ne uzimaju zajedničko stajalište o obliku ukrasa osnovne inačice grba, iako se slažu u obliku grba. Tadeusz Ostrowski Gajl donosi tumačenje u smislu boja i brojeva inačica. Ta je Gajlova inačica navedena u infookviru. Alfred Znamierowski rekonstruira izgled ukrasa na temelju prvih prikaza, ali spominje inačice s muškarcem i damom u ukrasu, ne dajući potonjoj boju haljine.

### Prvi zapisi
Prvi zapisani spomen je sudska bilješka iz 1398. godine i daje ime Nałęcz jezero. Slični zapisi se pojavljuju još nekoliko puta. Zapis iz sudske knjige od 30. svibnja 1425. daje naziv Pomłość - Snop: (lat.) „...et de nostro Clenodio et proclamacione Nalancz wulgariter nancupato, in quo deferimus erpicurium dictum Pomloszcz”.
Povlastice iz 1505. nazivaj taj znak u grbu choczennica.
U bitci kod Tannenberga (Grunwalda) 1410. godine učestvovala su dva odreda pod znakom Nałęcz. Bili su to odredi Sędziwoja iz Ostroroga poznanjskog vojvode i Dobrogosta Świdwa iz Szamotuła. Horodelskim sjedinjenem 1413. grb je prenesen i u Litvu (plemićku obitelj Koczan (Koczanus, Coczanus, Koczan) usvojili su poznanjski vojvoda Sędziwoja iz Ostroroga i sudac poznanjski Mikołaj z Czarnkowa, pisat će se kasnije i s Człopy.

### Legende o grbu
Postoje različite legendeo o nastanku grba, simbolici i nazivu. Prva se može naći u XVI. stoljeću u heraldici Bartosza Paprockog Gnieździe cnoty:
Nisu htjeli prestati s jakim idolopoklonstvom u domovima
Miecław, vladar sveti, prijetio, molio, darivao
Pozvao ih je prekinuti stare loše navike
Krsteći sam, svoju je glavu zavezao,
Gradove, sela i dvorce velikodušno im darovao.
Darovao i tim znakom, šalom zavezanim,
Za grb im za vječna vremena s potomstvom dano.«
Malo drugačiju verziju ove legende objavio je dvjesto godina kasnije, u osamnaestom stoljeću, redovnik Kasper Niesiecki
Treća legenda se može pročitati u knjizi nastaloj u XXI. stoljeću Herby, legendy, dawne mity:
Samuel Orgelbrand daje dalje, da Je grb mogao doći kao znak moći knezova staroslavenskih na štitu knezova Pomorja, vladara Czarnkowa ili (kao što je spomenuo Bielski) posredstvom kneza Czarnkowskog on mogao biti dodijeljen od kralja Bolesław Krzywoustog.
Tako su stvarno Nałęczi, a konkretno „gospoda iz Czarnkowa” dobili Człop (napisano tada kao „Słopunow” kako nam daje Jan Dlugosz ili „Słopa” kako tvrdi Bartosz Paprocki i dokumenti trinaestog stoljeća „Slopa”) u XIII. stoljeću u rukama Przemysła II. Człopa u lozi Nałęcza ostao je do kraja XVI stoljeća što je potvrđeno kronikom Bartosza Paprockog i Martina Bielskog.

## Etimologija imena i porijeklo
Danas ne postoji jedinstveno stajalište o etimologiji riječi Nałęcz. Na ovu temu postoje dvije glavne teorije.

### Teorija slikovnog porijekla imena
Józef Szymański vjeruje da ime i porijeklo Nałęcz dolazi od znaka grba – od nałęcz – marama na glavi uvrnuta i zavezana. Szymański se ovdje slaže s teorijama, koje su se prethodno pojavile u Słowniku Staropolskom i Encyklopediji Brücknera.
 

Ovo mišljenje je prvi put dao Długosz u svom dijelu Insygnia Seu Clenodia Regni Poloniae:
 što kad se prevede na hrvatski 
 Ovo su tumačenje mnogo kasnije usvojili i heraldičari i lingvisti.
U djelu Metryka koronna u rodoslovlju Sebastiana od Oleśnika rekli su, da je to (lat.) manipulare album in campo rubeo, ili
ručnik ili naręcznik bijeli. Ovaj opis Orgelbranda nije u suprotnosti s zapisom Dlugosza, samo naglašava da vrpca ili povez predstavlja znak, prvotno nije bio zavezan.

### Teorija o topografskom projeklu naziva
Józef Szymański, iako priznaje slikovnu teoriju o porijeklu kao obvezujuću, također navodi i druga mišljenja, kao što je npr. druge na ovu temu kod Brücknera već sadržane u Słowniku etymologicznym. Brückner ovdje opovrgava sam svoje mišljenje o Słownika Staropolskiego, piše, da je taj naziv šala sekundarni i da dolazi od imena grba, a to je došlo od jezera Nałęcz. Dakle, to bi bilo topografsko ime.
Takvo stajalište se može naći i u: Handbuch
i u Topograficzne nazwy rodowe.
Jedno od novijih mišljenja na tu temu dolazi od Andrzeja Kulikowskog. U svojem djelu Wielki Herbarz rodów polskichiz 2005. godine slaže se s teorijom o topografskom porijeklu imena Nałęcz. Ova teorija čini se potvrđuje jedno poznato - Nałęcz jezero, po Semkowiczu topografsko porijeklo.

### Druge teorije
Anton Małecki daje podatak, kojim ime grba tumači na takav način, gdje je grb sličan luku, a poljska riječ łuk nekada se izgovara kao łęk.
Moderna etimolozi Maria Kowalska i L. Moszyński izvode naziv grba od staroslavenskoga nałękti – napinjati luk. Kowalska dodaje Jezero, potvrđujući navodnu topografsku tezu, tumači kao jednostavan nadimak koji je ušao u knjige nositelja grba.

### Etimologija porijekla usporednih imena
Porijeklo Łęczuch mora biti, slično kao ime, slikovno. Maria Kowalska, također, daje staropoljsku riječ łęczuch – predmet u obliku luka.

## Pripadnici i nositelji grba Nałęcz
Popis nositelja grba u članku je izrađen na temelju pouzdanih izvora, posebno klasičnih i suvremenih  grbovnika. Međutim, treba obratiti pozornost na česte pojave dodjeljivanja pogrešne plemićke obitelji rodu. Identitet imena ne znači nužno pripadanje obiteljskom grbu. Pripadnost se može jasno odrediti samo studijom rodoslovlja.
Cijeli popis pripadnika roda nije moguće danas napraviti, i zbog uništenja i nestanka brojnih spisa i dokumenata u Drugom svjetskom ratu (npr. tijekom  Varšavkog ustanka u 1944. je izgorjelo više od 90% izvornog gradiva Središnjeg arhiva u Varšavi gdje je bila pohranjena većina starih poljskih dokumenata). Popis prezimena sadržanih u članku (infookvir desno) prenesen je iz knjige Herbarz polski Tadeusza Gajla i bio je dopunjen s jednim prezimenom preskočenim od autora. To je do sad najopsežniji popis pripadnika nositelja ovog grba, stalno nadopunjavanim od strane autora u kasnijim izdanjima Herbarza. Pojava prezimena na popisu ne znači nužno da određana obitelj sigurno pripada rodu Nałęcz. Često ista prezimena imaju mnoge obitelji zastupljene na područjima nekadašnje Kraljevine Poljske, tj. seljaci, građani, plemići.
Neke od obitelji su posvojene u rod Nałęcz. Prvo takvo posvojenje je bilo 1413. godine za litavsku plemićku obitelj Koczan, prapredka obitelji Koczan, Koczanowicz i Koczanowski. Za naknadana usvajanja, priznate od roda Nałęcz dobiveni su grbovi izmijenjeni, a neki su usvojenici dobili grb bez ikakvih izmjena. Preko Jakuba i Tomasza Wierzbiński grb je dobio i 1581. Andrzej Hanowiecki. Ivan Dziećmiarowski je primljen u Nałęcz 1590. godine. Stjepan Batory uvrstio je u krug plemstva njegovog činovnika, Mateja Postha 1591. godine. Predak obitelji Cal, Nijemac Wilhelm Cal, uvršten je adopcijom 1596. godine od strane Hieronima Gostomskog. Još jedan plemić bio je vojnik Stanisław Papuskowski, usvojen od strane Jana Górskog 1611. godine. Zadnji pripušten do nepromijenjenog u Nałęcz bio je preobraćenik Stefan Wolański 1765. godine.
Nesumnjivo stranog podrijetla je prezime Béthune. Vjerojatno je obitelj Béthune francuskog podrijetla, od sedamnaestog stoljeća, trajno povezana s Poljskom. Franciszek de Bethuné Francuski veleposlanik u Poljskoj, oženjen s Mariom Louisom, sestrom kraljice Marije Kazimiere. Eugeniusz de Bethuné dobiva 1784. godine Orden Bijelog Orla. Nije jasno, pod kojim je okolnostima i tko je bio zastupnik roda Nałęcz koji je to dopustio. Jan Korytkowski u knjizi Prałaci i kanonicy Katedry Metropolitarnej Gnieźnieńskiej spominje, da je Maria Katarzyna de Bethune koristila u srebrnom polju zlatni Nałęcz. Također Kasper Niesiecki spominje takvu izvedbu (opisujući Sapiehu, napisao da je Alexander Paweł shvatio Maryannu Katarzynu markgroficu de Bethune od markgrofova de Bethune kao zlatni Nałęcz na srebrnom polju). Tadeusz Gajl, međutim, ne daju nikakav prikaz za Bethune, osim toga takav grb se protivi heraldičkim načelima (dva metala u ddodiru - srebro i zlato ne mogu zajedno u heraldici).
Nadalje, na popisu pripadnika roda se mogu naći i druga čudna prezimena čije okolnosti pridruživanju Nałęczu ostaju nejasne. To su Blanday, Dahlke, Ditrich, Dersztorff, Falcz, Konradi – Konrady, Laband – Labanda i Lauterbach.
Često u slučaju usvajanja grb adoptiranog se mijenja tvoreći novi znak. Jedan od ranijih takvih slučajeva je nobilitacija Stanislava Bartoloni 1589. godine usvajanjem od strane Andrzeja Malickog. Njegov grb, Bartoloni, je obogaćeni crtež i promjene u ukrasu. Isto vrijedi i u slučaju Nikole Łączyńskog nobilitacija 1580., Jana Węgiera 1613. i Ignaca Felsztyńskog od 1780. čiji su grbovi,  Łączyński, Węgier i Felsztyński različiti od Nałęcz u ukrasu. Jan Girk je uključen u poljsko plemstvo sjedinjenjem s grbom Nałęcz i obiteljskog grba. Grb Jana Girka je dvopoljni.

Pojavljuju se, također, situacije u kojima se pojavljuje istodobno Nałęcz i drugi grb, kombiniran zajedno. Tako je pri nobilitaciji braće Janczewski 1556. godine i za Jana Graffa i njegovu suprugu 1552. godine. Oba grba (Graff i Janczewski) nastali spajanjem Nałęcza i Porona (Anna Wajs - grb Gozdawa. Oba Graffova kao i Janczewski, i barem neki od njih, a kasnije korsite Nałęcz bez ikakvih dodataka.
Isti je slučaj i kod adopcije Mikołaja Bucellija i njegovog nećaka Prospera Lippi zadobivene za njihove zasluge u ratu s Moskvom. Mikołaj je usvojen u rod Nałęcz po Stanisławu Gostomskom i u rod Lis po Lewu Sapiehi, što je rezultiralo vlastitim grbom Bucella koji je nastao kombinacijom već spomenutih grbova i obiteljskog grba. Prospero je, međutim, po Szymanskom imao samo Nałęcza, bez Lisa. Kasper Niesiecki navodi da je obitelj Lippi koristila grb Nałęcz bez povezivanja s grbom Bucellija. Boniecki spominje Prosperovu majku koja se preudala u Poljskoj.
Stanisław Dziadulewicz tvrdi da je obitelj Korkuć tatarskog podrijetla, svjedoći o čestoj uporabi imena Elias (Ilija)  u obitelji. Prema njegovim riječima Nałęcz koriste tatarske obitelji Mićkiewicz, Grocholski i Sołtanowicz. Priručnik Tatarzy polscy navodi prezime Jałomowicz, nije naveo Tadeusz Gajl, kao tatarske obitelji, korsiteći Nałęcz.
Seweryn Uruski piše, da je Adam Benedykt Jocher zajedno sa sinovima primio plemstvo Nałęcz 1845. godine u Ruskom Carstvu. To je prilično jedinstvena situacija u kojoj strani vladar daje etnički poljski grb bez varijacija.

## Povijest roda

### Geneza roda Nałęcz
Prema legendi iz Grbovnika (Herbarz) Kaspera Niesieckog predak roda Nałęcz koji je živio u X. stoljeću je, slavenski plemenski knez u Człopi, Gniewomir, koji je pobijedio u jednoj od bitaka i od strane Mješka I. kršten te je odstupio s mjesta kneza i smatrao se vazalom poljskog kralja.
Pisani izvori o rodu Nałęcz dolaze, međutim, samo iz XII. stoljeća, te prvi povijesno zapisan predak roda je velikaš iz kruga princa Boleslava Krivoustog, Dobrogost Stari, koji je bio osnivač crkve sv Klementa u Mogilnu.
U ranom srednjem vijeku Nałęcz je bio dio velikopoljskog plemstva i utjecali su na državnu politiku. Zemlje roda Nałęcz bile su na prostoru Pałuka, s velikom nakupinom dobara u okolici Gąsawe, Żnina, Mogilna i Kcyne.

### Prostorna podjela
Tijekom raspada Poljske - regionalne podjele - rod Nałęcz je ojačao svoju poziciju u Velikopoljskoj postavši najvažniji rod u ovoj pokrajini Poljske. Na kraju XIII. stpljeća našli su se u taboru protivnika Przemysłava II i njegova nasljednika Władysława I Łokietka. Istupali su protiv politike jačanja snage Pjastovića. Vjerojatno skupa s rodom Zaremb su bili u savezu s dinastijom Ascania - Branderburg i imali su ulogu u atentatu na Pšemislava II u Rogoźnu, zbog čega su krajem XIV. stoljeća pali u nemilost.
Jedna grana roda nastanila se u XIII. u Mazoviji, gdje su također odigrali važnu političku ulogu. U XIV., na čelu s nadbiskupom  Dobrogostom podržali zahtjeve Pjastovića iz Mazovije za poljsko prijestolje nakon smrti Kazimira III. i Ludovika I. Anžuvinca. Središte ove linije roda je Nowy Dwor Mazowiecki.

### Kruna poljskog kraljevstva
U 1330. godini, tijekom rata s Teutonskim redom predstavnici roda Nałęcz su bili uz poljskog kralja, kao što pokazuje i njihovo aktivno sudjelovanje bitci kod Plowca. To dovodi u sumnju vjernost kralju Wladilsavu Lokieteku 1331. godine.
U godinama 1352. – 1358., rod Nałęcz je aktivno sudjelovao u konfederaciji velikopoljskoj Macieja Borkowica - upravna politika usmjerana protiv Kazimira III. Velikog.
Nakon smrti Kazimira III. Velikog 1370. kao protivnici Anžuvinaca, Nałęcz podupire pretedente iz dinastije Pjastović za poljsko prijestolje. U početku su podržavali kneza gniewkowskog Władysława Białog, a poslije smrti Ludivka I. Anžuvinca, podupirali su  Siemowita IV. U godinama 1382. – 1385. provodili su u Velikopoljskoj privatni rat s pristašama dinastije Anžuvinaca - Grzymalitami.
Od kraja XIV. stoljeća, predstavnici roda Nałęcz našli su se u kraljevskom krugu podupirući politiku prvih Jagelovića. Isticao se među njima Sędziwój iz Ostroroga, koji je bio jedan od glavnih savjetnika kralja Vladislava I. Jagelovića. Rod Nałęcz je učestvovao u ratovima protiv Teutonskog reda 1409. – 1411. godine. Oni su podržali zbližavanje Poljske i Litve. A tijekom   Poljsko-litvanske unije u Horodlu, Sędziwój iz Ostroroga i Mikołaj iz Czarnkowa su adoptirali u svoj rod - grb - litavskog velikaša Koczana, koji je predak plemićkih obitelji: Koczan, Koczanowicz i Koczanowski.

## Poznati pripadnici roda
- Piotr z Chomiąży – ispovjednik pape, provincijal dominikanac poljski
- Dzierżykraj z Człopy – vojvoda poznanjski i velikopoljski
- Sieciech Konradowic – križar, učesnik petog križarskog rata
- Janko iz Czarnkowa – Kroničar, podkancelar krune
- Dobrogost iz Nowog Dwora – nadbiskup Gniezna
- Bartosz iz Odolanowa – Vojvoda poznanjski i velikopoljski
- Sędziwój iz Ostroroga – generalni predvodnik velikopoljski
- Wincenty iz Szamotuła – Vojvoda poznanjski i velikopoljski
- Mikołaj iz Wenecji – sudac zemlje kaliske
- Abraham ze Zbąszynia – sudac zemlje poznanjske, vođa Husita velikopoljskih
- Kazimierz Franciszek Czarnkowski
- Adam Sędziwój Czarnkowski
- Apollo Korzeniowski
- Joseph Conrad Korzeniowski
- Jacek Małachowski
- Stanisław Małachowski
- Fryderyk Józef Moszyński
- Mikołaj Ostroróg
- Edward Raczyński (1786–1845)
- Edward Aleksander Raczyński
- Edward Bernard Raczyńśki
- Józef Sylwester Sosnowski
- Józef Karol Konrad Chełmicki
- Adolf Mošinsky

## Galerija
Varijacije
- Stanisław Bartoloni, 1589
- obitelj Dybowski
- obitelj Felsztyński, 1780
- Obitelj Gostomski
- obitelj Korth vel Kort
- obitelj Kunowski
- Mikołaj Łączyński, 1580
- Dobrogost Miliński, 1570
- obitelji Gołyszewski i Morawski
- Nałęcz II
- Nałęcz III
- Nałęcz IV
- Nałęcz V
- Andrzej Strykowski, 1565 i Jan i Stanisła Niczów, 1578
- obitelj Nowosielecki
- obitelj Odachowski
- grof Ostroróg
- Tomasz Pirawski, XVII. stoljeće
- Łukasz Raczkowski, 1591
- obitelj Rostworowski
- obitelj Szawłowski
- obitelj Tański
- Jan Węgier, 1613
- obitelj Woropaj
- Maciej Żądłowski, 1565
- obitelj Żychliński

Aristokratske varijacije
- grofovska obitelj Gorzeński
- grofovi Kęszycki, Łączyński i Małachowski
- grof Stanisław Małachowski
- grofovi Moszczeński
- grofovi Moszczeński
- grofovi Ostrorog
- grofovi Raczyński

## Pojava u teritorijalnim grbovima
Pripadnici roda Nałęcz su imali puno vlastitih dobara uključujući i čitave gradove. Tako da su zajedno s rodom, grbom obilježeni u Sandomierzu, Sieradzu, Velikopoljskom vojvodstvu, pa čak i u Malopoljskoj.

### Grbovi kod kojih se ponavlja crtež Nałęcza
Gotovo nepromijenjen Nałęcz koristiti gradovi: Czarnkow, koji je od XIII. stoljeća u posjedu pripadnika roda Nałęcz - Czarnkowskih i Ostroróg, posjed Ostrorogowie. Nałęcz također koriste općine Babiak (bivši grad, povezan s Raczyńskima, i Odrzywół koji je postao sjedište Dobrogosta Odrzywolskog.
- grb Czarnkowa
- grb Ostroroga
- grb općine Babiak
- grb općine Odrzywół

Također, Nałęcz je u grbu gradova: Nowy Dwór Mazowiecki, Pniewy, Szubin. I općine: Czarnków, Dąbrowa, Dobra, Drużbice, Fabianki, Głowaczów, Jeziorzany, Kamionna, Kurów, Lniano, Łoniów, Milejów, Moszczenica, Niedrzwica Duża, Rokietnica, Rypin, Sitno, Skarżysko Kościelne, Sosnowica, Stanin, Wodzierady.
Nałęcz se pojavljuje i u grbu okruga czarnkowsko-trzcianeckog, szamotulskog, nowodworskog.

## Vanjske poveznice
- Udruga roda Nałęcz  Arhivirana inačica izvorne stranice od 14. prosinca 2017. (Wayback Machine) - internet stranice